# Wereldtentoonstelling van 1914
De wereldtentoonstelling van 1914 werd gehouden in de Franse stad Lyon onder de naam L'exposition internationale urbaine de Lyon en richtte zich op planologie en hygiënisme. De drijvende kracht was Édouard Herriot, burgemeester van Lyon, die samen met architect Tony Garnier en medicus Jules Courmont de tentoonstelling tot stand bracht. In de wijk Gerland werd een tentoonstellingsterrein van 75 hectare aangelegd, met daarop een tentoonstellingshal, de Halle Tony-Garnier, een bergdorp, een siertuin, een koloniaal paviljoen, een paviljoen voor zijdeproducten en buitenlandse paviljoens. De tentoonstelling begon op 1 mei en de Franse president Raymond Poincaré bezocht de tentoonstelling op 22 en 24 mei. Volgens plan zou de tentoonstelling lopen tot 1 november 1914, maar het uitbreken van de Eerste Wereldoorlog verstoorde dit, wat op 2 augustus leidde tot de gedwongen sluiting van de Duitse en Oostenrijkse paviljoens. Vervolgens trokken meerdere exposanten zich terug zodat bij de officiële sluiting, 3 maanden later, vele paviljoens al geruime tijd leeg stonden. Het markantste bouwwerk is de Halle Tony Garnier, die tijdens de oorlog dienstdeed als wapenfabriek en na de Eerste Wereldoorlog gebruikt is als slachthuis. In 1988 is de hal omgebouwd tot evenementen-en-tentoonstellingshal.